# 弗朗齐歇克·耶日
弗朗齐歇克·耶日（捷克語：František Jež，1970年12月16日—），捷克男子跳台滑雪运动员。他曾代表捷克斯洛伐克、捷克参加1992年和1998年冬季奥林匹克运动会跳台滑雪比赛，其中1992年冬季奥运会获得一枚铜牌。